# Christoph Sokoll
Christoph Sokoll (né le 9 mai 1986 à Wolfsberg, en Carinthie, en Autriche) est un coureur cycliste autrichien. Il est professionnel de 2008 à 2012.

## Palmarès
- 2004
  - 3e du championnat d'Autriche du contre-la-montre juniors
- 2008
  - 2e du Grand Prix de Francfort espoirs
  - 3e du championnat d'Autriche sur route espoirs
- 2009
  - Tour du Burgenland
  - 3e du Raiffeisen Grand Prix

## Classements mondiaux
| Année           | 2006  | 2007 | 2008 | 2009 | 2010 | 2011  |
| --------------- | ----- | ---- | ---- | ---- | ---- | ----- |
| UCI Europe Tour | 1093e |      | 525e | 687e |      | 1011e |